# San Antonio, Iliatenco
San Antonio är en ort i Mexiko.   Den ligger i kommunen Iliatenco och delstaten Guerrero, i den sydöstra delen av landet, 270 km söder om huvudstaden Mexico City. San Antonio ligger 1 454 meter över havet och antalet invånare är 119.
Terrängen runt San Antonio är kuperad åt sydost, men åt nordväst är den bergig. Runt San Antonio är det ganska glesbefolkat, med 45 invånare per kvadratkilometer. Närmaste större samhälle är El Rincón, 5,4 km sydväst om San Antonio. I omgivningarna runt San Antonio växer huvudsakligen savannskog.